# Liste der Einträge im National Register of Historic Places im Pottawatomie County (Oklahoma)
Diese Liste der Einträge im National Register of Historic Places im Pottawatomie County (Oklahoma) enthält alle im Pottawatomie County, Oklahoma in das National Register of Historic Places eingetragenen Gebäude, Bauwerke, Objekte, Stätten oder historischen Distrikte.
Diese Liste entspricht dem Bearbeitungsstand des National Park Service/National Register of Historic Places vom 18. Oktober 2024.

## Legende
| NRHP | Historic Place             |
| HD   | National Historic District |

## Aktuelle Einträge
| [ 2 ] | Name                             | Bild                             | Eintragsdatum                  | Lage                                                                                             | Ort             | Beschreibung |
| ----- | -------------------------------- | -------------------------------- | ------------------------------ | ------------------------------------------------------------------------------------------------ | --------------- | ------------ |
| 1     | Aldridge Hotel                   | weitere Bilder                   | 2. Juni 2000 ID-Nr. 00000622   | 20–24 E. 9th Street 35° 19′ 44″ N, 96° 55′ 19″ W                                                 | Shawnee         |              |
| 2     | Barnard Elementary School        | Barnard Elementary School        | 2. Juni 2000 ID-Nr. 00000624   | 315 E. Locust Street 35° 15′ 15″ N, 96° 56′ 1″ W                                                 | Tecumseh        |              |
| 3     | Beard Cabin                      | weitere Bilder                   | 8. Apr. 1983 ID-Nr. 83002121   | 614 E. Main Street 35° 19′ 43,2″ N, 96° 54′ 58,8″ W                                              | Shawnee         |              |
| 4     | Bell Street Historic District    | weitere Bilder                   | 28. Dez. 2000 ID-Nr. 00001579  | entlang der N. Bell Street von der E. 9th Street zur E. Main Street 35° 19′ 40″ N, 96° 55′ 18″ W | Shawnee         |              |
| 5     | Billington Building              | weitere Bilder                   | 26. Sep. 1985 ID-Nr. 85002512  | 23 E. 9th 35° 19′ 43″ N, 96° 55′ 58,7″ W                                                         | Shawnee         |              |
| 6     | H. T. Douglas Mansion and Garage | H. T. Douglas Mansion and Garage | 26. Sep. 1985 ID-Nr. 85002517  | 100 E. Federal Street 35° 21′ 16″ N, 96° 55′ 17″ W                                               | Shawnee         |              |
| 7     | Governors Mansion                | Governors Mansion                | 21. Jan. 1983 ID-Nr. 83002122  | 618 N. Park Street 35° 20′ 9″ N, 96° 55′ 36″ W                                                   | Shawnee         |              |
| 8     | Kerfoot House                    | Kerfoot House                    | 21. Jan. 1983 ID-Nr. 83002123  | 740 N. Beard Street 35° 20′ 19″ N, 96° 55′ 27″ W                                                 | Shawnee         |              |
| 9     | Nuckolls House                   | Nuckolls House                   | 21. Jan. 1983 ID-Nr. 83002124  | 200 E. Federal Street 35° 21′ 17″ N, 96° 55′ 13″ W                                               | Shawnee         |              |
| 10    | Old Santa Fe Railroad Bridge     | weitere Bilder                   | 10. März 2010 ID-Nr. 10000070  | Drummond Road 34° 55′ 9,3″ N, 97° 3′ 1,2″ W                                                      | Wanette         |              |
| 11    | Pottawatomie County Courthouse   | weitere Bilder                   | 24. Aug. 1984 ID-Nr. 84003424  | 300 N. Broadway Avenue 35° 19′ 51″ N, 96° 55′ 21″ W                                              | Shawnee         |              |
| 12    | Rose-Fast Site                   |                                  | 24. Dez. 1986 ID-Nr. 86003479  | Adresse nicht veröffentlicht                                                                     | Harjo           |              |
| 13    | Sacred Heart Mission Site        | weitere Bilder                   | 15. Sep. 1983 ID-Nr. 83002125  | in der Nähe des Oklahoma State Highway 39 35° 0′ 4″ N, 96° 48′ 33″ W                             | Asher           |              |
| 14    | St. Gregory’s Abbey and College  | St. Gregory’s Abbey and College  | 15. Aug. 1975 ID-Nr. 75001572  | 1900 W. MacArthur Drive 35° 22′ 3″ N, 96° 57′ 14″ W                                              | Shawnee         |              |
| 15    | Santa Fe Depot                   | weitere Bilder                   | 5. Juni 1974 ID-Nr. 74001667   | 614 E. Main Street 35° 19′ 41″ N, 96° 54′ 57″ W                                                  | Shawnee         |              |
| 16    | Shawnee Friends Mission          | weitere Bilder                   | 7. März 1973 ID-Nr. 73001569   | südlich von Shawnee 35° 17′ 37,3″ N, 96° 55′ 27,8″ W                                             | Shawnee         |              |
| 17    | Squirrel Creek Bridge            | Squirrel Creek Bridge            | 3. Sep. 2010 ID-Nr. 10000625   | Carries Rangeline Road über den Squirrel Creek 35° 18′ 1″ N, 96° 55′ 48″ W                       | Shawnee, Vorort |              |
| 18    | State National Bank Building     | weitere Bilder                   | 13. März 2020 ID-Nr. 100005083 | 2 E. Main Street 35° 19′ 38,6″ N, 96° 55′ 22,8″ W                                                | Shawnee         |              |
| 19    | Walker House                     | Walker House                     | 8. Apr. 1983 ID-Nr. 83002126   | 1801 N. Broadway Avenue 35° 21′ 3″ N, 96° 55′ 22″ W                                              | Shawnee         |              |